# Louis Sparre

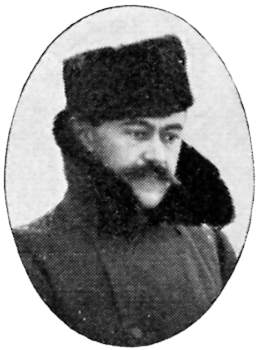
Louis Sparre

Louis Sparre (Gravellona Lomellina, 3 augustus 1863– Stockholm, 26 oktober 1964) was een in Italië geboren veelzijdig kunstenaar die in Finland actief was. Hij deed als schermer ook mee aan de Olympische Zomerspelen 1912.
In zijn jonge jaren, ten tijde van de Finse Nationale Romantiek, hield hij zich vooral bezig met schilderen en tekenen. In de geest van het karelianisme maakte hij reizen naar Karelië, samen met onder andere kunstschilder Akseli Gallen-Kallela om inspiratie op te doen en om in de open lucht te schilderen.
In de laatste jaren van de 19e eeuw ging hij zich concentreren op toegepaste kunst en design. In Porvoo, een oud stadje ten oosten van Helsinki, begon hij, volgens de beginselen van de Arts-and-craftsbeweging, in 1897 een kleinschalige meubel- en keramiekfabriek, de Irisfabriek geheten. Voor de zakelijke leiding vroeg hij Alfred Finch, een Engels kunstenaar die zich op latere leeftijd in Finland vestigde. De fabriek ging in 1902 alweer failliet.
Ook maakte Sparre zich sterk voor het behoud van het historische centrum van zijn geliefde Porvoo. Samen met Teuvo Puro regisseerde Sparre in 1907 de eerste Finse film, Salaviinanpolttajat (De illegale drankstokers) geheten. De laatste jaren van zijn leven bracht hij door in Zweden.
- Bibsys: 2007393
- Gemeinsame Normdatei: 1057226025
- International Standard Name Identifier: 0000 0000 6666 5487
- KulturNav: 04f01e6c-1aa0-46bb-bd4a-6612b610ab70
- Library of Congress Control Number: n82098387
- RKD-Nederlands Instituut voor Kunstgeschiedenis: 74147
- LIBRIS: 255269
- SNAC: w6v1698h
- Système universitaire de documentation: 111643694
- Union List of Artist Names: 500026850
- Virtual International Authority File: 32377015
- WorldCat: E39PBJxGXwhpQGkcrXKgqWxVYP